# Lúcio Cornélio Lêntulo (cônsul em 199 a.C.)
Lúcio Cornélio Lêntulo (m. 173 a.C.; em latim: Lucius Cornelius Lentulus) foi um político da gente Cornélia da República Romana eleito cônsul em 199 a.C. com Públio Vílio Tápulo. Provavelmente era filho de Lúcio Cornélio Lêntulo Caudino, cônsul em 237 a.C., e irmão de Cneu Cornélio Lêntulo, cônsul em 201 a.C..

## Segunda Guerra Púnica
Em 213 a.C., foi eleito decênviro dos fatos sagrados (decemvir sacris faciundis). Dois anos depois, foi nomeado propretor da Sardenha. No mesmo ano, como pretor, recebeu o comando das duas legiões que, no ano anterior, estavam sob o comando de Quinto Múcio Cévola. Provavelmente foi o responsável por uma série de moedas romanas cunhadas neste período na Sardenha, composta por quinários de prata e asses, semisses, tresses, quadrantes e sestércios em bronze.
Em 209 a. C., Lêntulo participou da Batalha de Canúsio como legado de Marco Cláudio Marcelo, à frente de uma das alas da formação romana no último dia de combates. Logo depois, em 206 a.C., assumiu o comando que era de Cipião Africano como governador da Hispânia com poderes propretoriais e permaneceu nesta função pelos onze anos seguintes. Em 204 a.C., enquanto estava na Hispânia, foi nomeado edil curul com seu irmão, Cneu Cornélio Lêntulo, provavelmente com o objetivo de completar seu cursus honorum para que pudesse ser elegível ao consulado, pois já havia sido pretor antes.

## Consulado (199 a.C.)
Quando retornou a Roma, em 200 a.C., recebeu apenas uma ovação, pois, como procônsul, não podia triunfar.
. Logo depois, foi eleito cônsul em 199 a.C. com Públio Vílio Tápulo, provavelmente recebendo a Gália Cisalpina como província.

## Anos finais
Em 196 a.C., foi enviado como embaixador até a Síria selêucida para tratar com Antíoco III, o Grande. Morreu provavelmente em 173 a.C.